# Linuchidae
Famille
Les Linuchidae sont une famille des méduses (groupe de cnidaires) de l'ordre des Coronatae.

## Liste des genres
Selon World Register of Marine Species (25 mai 2015) et ITIS (25 mai 2015) :
- genre Linantha Haeckel, 1880
  - Linantha lunulata Haeckel, 1880 (nomen dubium)
- genre Linuche Eschscholtz, 1829
  - Linuche aquila (Haeckel, 1880) — océan Pacifique tropical
  - Linuche unguiculata (Schwartz, 1788) — océan Atlantique tropical